# Эминек
Эмине́к (крымскотат. Eminek) — крымский карачи-бек, глава знатного рода Ширин. Сын ширинского мурзы Тэгинэ-бея и младший брат Мамак-бея. Жил во времена правления хана Менгли I Герая.

## Биография
В середине XV века Крымский улус окончательно отделился от улуса Джучи и стал независимым Крымским ханством. Но после смерти в 1466 году первого хана Хаджи-Герая в нем началась борьба за власть и междоусобица.
Осенью 1473 года после смерти Мамак-бея на должности карачи-бека и главы рода Ширин стали претендовать Кара-Мирза и Эминек. Кара-Мирза находился в родстве с ханским братом Айдером и пользовался влиянием при дворе Менгли Герая. Эминек обратился за помощью к генуэзцам в Кафе. По просьбе генуэзцев Менгли Герай назначил карачи-беком Эминека.
Ширинский мурза Эминек-бей, став карачи-беком, стал первым после хана лицом в Крымском ханстве. Вскоре отношения между ханом и карачи-беком ухудшились. Эминек потребовал, чтобы Менгли Герай отдал ему в жены свою мать, вдову Хаджи Герая, но получил отказ. О своих претензиях на должность главы рода Ширин заявил его племянник Шейдак, сын Мамак-бея. Вначале Шейдак обратился за помощью к генуэзцам, но не получив её, бежал в Большую Орду. Вскоре Менгли Герай отстранил от должности Эминека, который убежал на Северный Кавказ, и убедил Шейдака вернуться в Крым. В феврале 1475 года Менгли Герай под давлением генуэзцев назначил новым беем Ширинов Шейдака.
Несколько раз род Ширин во главе с Эминеком участвовал в бунтах против крымского хана Менгли Герая, в частности во время османского вторжения в Крым в 1475 году, однако в основном он жил с правителем государства в мире.
В марте 1475 года крымский хан Менгли Герай был отстранен беями от престола и бежал в Кафу под защиту генуэзцев. Новым крымским ханом был провозглашен его старший брат Айдер. Эминек-бей вернулся в Крым и получил назад должность карачи-бека Ширинов. Его племянник Шейдак укрылся в Кафе. Эминек с татарским войском осадил Кафу. В конце мая 1475 года в Крыму высадилась османская армия под командованием великого визиря Гедик Ахмед-паши. Эминек с татарской конницей соединился с турками и принял участие в осаде и взятии Кафы. Его соперник Шейдак был найден и убит по приказу Эминека. Турки-османы завоевали все генуэзские города-колонии в Крыму и посадили на ханский престол Нур-Девлета, второго по старшинству сына  Хаджи-Герая. Вскоре против Эминека выступил его младший брат Хаджике, который со своими сторонниками бежал в Большую Орду. Хаджике с ордынским войском вторгся в Крым, но был отражен Эминеком.
Летом 1476 году по приказу султана Эминек-бей во главе 10-тысячного войска участвовал в походе на Молдавское княжество. Молдавский господарь Стефан Великий дважды отразил татарское нападение. В это время в Крым вторглась большая ордынская армия под командованием сына хана Ахмата. Ордынцы разорили и подчинил своей власти весь полуостров. Хан Большой Орды Ахмат назначил крымским ханом своего племянника Джанибека. Эминек-бей вернулся в Крым и, едва не взятый в плен врагами, укрылся в Эски-Кырыме. В 1477 году крымские беи под руководством Эминека изгнали Джанибека и возвели на ханский престол Нур-Девлета. Отношения между ханом и карачи-беком вновь не заладились. Вскоре Эминек-бей отправил письмо к османскому султану Мехмеду Фатиху, прося его освободить из плена и назначить новым крымским ханом Менгли Герая. Весной 1478 года Менгли Герай с турецким отрядом прибыл из Стамбула в Крым, где занял ханский престол.
Сначала Эминек-бей доброжелательно относился к Русскому государству, участвовал в переговорах с великим князем московским Иваном III Васильевичем. Его сын Девлетек от московского посланца, боярина Тимофея Игнатьевича Скрябы Морозова, получил опасную грамоту с золотой печатью для проживания в московских владениях. В 1482 году Эминек был подкуплен королём Польши и Великим князем Литовским Казимиром IV и уговорил хана заключить мир с Литвой; лишь энергичные действия московского правительства заставили отменить его этот мир.